# Ténarèze
Pour les articles homonymes, voir Ténarèze (homonymie).
La Ténarèze (parfois orthographiée Ténarèse) est une voie traditionnelle du Sud-Ouest de la France qui permettait de relier Bordeaux aux Pyrénées centrales. Chemin de transhumance, cette route permettait de circuler sans franchir ni pont ni gué. Elle suit en effet la ligne de partage des eaux entre le bassin de la Garonne et le bassin de l'Adour.

## Itinéraire
Son tracé traverse les départements de la Gironde, des Landes, du Gers et des Hautes-Pyrénées. La route rejoignait l’Espagne par la vallée d'Aure, puis la vallée du Rioumajou et les ports de Plan ou d'Ourdissétou. La Ténarèze constitua pendant des siècles une des grandes routes transfrontalières. Selon une étude de Léopold Médan, le Robinson Crusoé de Daniel Defoe emprunta la dernière partie de cette route pour passer d’Espagne en France,.

## Étymologie
La Ténarèze, utilisée et renforcée par les Romains, tirerait son nom, selon l’érudit Paul Labrouche (1858-1921), du bas latin Iter Cesarum, ou « route des Césars », nom qu’on lui donne parfois,,. Elle a laissé de nombreux toponymes, dont la région principale qu’elle traversait, la Ténarèze viticole, une des trois composantes géographiques de la zone de production de l’armagnac.

## Transhumance
En tant que voie de transhumance, la Ténarèze, qui n’avait ni gué difficile à franchir, ni pont (synonyme de péage),  permettait, au printemps, aux troupeaux de moutons de monter aux estives des hautes vallées bigourdanes de la vallée d'Aure, puis d'en redescendre à l'automne pour gagner des pâturages moins exposés à la froidure hivernale. Revenus au pacage en plaine, les troupeaux y étaient bienvenus, accomplissant commodément le sarclage et la fumure des terres. Les prix des pacages baissant en fonction de la distance avec les bergeries, on pouvait alors voir des troupeaux pyrénéens sur les bords de la Garonne, entre Bordeaux et Agen.